# Осиновка (Костанайская область)
Осиновка (каз. Осинов) — село в Костанайском районе Костанайской области Казахстана. Входит в состав Заречного сельского округа. Находится примерно в 11 км к юго-востоку от центра города Костаная. Код КАТО — 395431400.

## Население
В 1999 году население села составляло 293 человека (141 мужчина и 152 женщины). По данным переписи 2009 года, в селе проживало 314 человек (155 мужчин и 159 женщин).